# Église Saint-Romain de Saint-Romain
L'église Saint-Romain est une église située à Saint-Romain, dans le département du Puy-de-Dôme en région Auvergne-Rhône-Alpes.

## Historique
Sa construction semble avoir débuté à la fin du XIIe siècle, mais la structure actuelle s'édifie essentiellement à partir XVe siècle.
La grosse cloche date de 1714, les autres cloches de 1834.
Elle a depuis subi plusieurs restaurations, notamment après une attaque huguenot en 1601. Le clocher a été refait en 1811, et le beffroi en 1898. Une réfection intérieure importante est réalisée en 1913 sous l'impulsion de l'abbé Michy.
À l'origine l'édifice était dédié à Saint Romain, mais depuis le XVIIe siècle on y honore Saint Bonaventure.
L'église fait l'objet d'une inscription par arrêté au titre des monuments historiques depuis 1994.